# منظم الرسوم البيانية
تستخدم أداة الاتصال المعروفة باسم منظم الرسوم البيانية[بحاجة لمصدر], والمعروف أيضًا باسم خريطة المعرفة أو خريطة المفهوم أو المنظم المعرفي أو المنظم المتقدم أو مخطط المفاهيم، رموزًا بصرية في التعبير عن المعرفة والمفاهيم والأفكار والعلاقات فيما بينها. ويتمثل الغرض الأساسي من منظم الرسوم البيانية في توفير وسيلة مساعدة بصرية لتسهيل عملية التعليم والتعلم.

## الأشكال
تتخذ أدوات تنظيم الرسوم البيانية أشكالاً عدة منها:
- أجهزة التنظيم ذات الصلة
  - لوحة عمل
  - هيكل السمكة -- مخطط إيشيكاوا
  - شبكة السبب والنتيجة
  - مخطط
- الفئة/التصنيف أدوات التنظيم
  - رسم خرائط مفاهيمية

مخطط إيشيكاوا الخاص بالسبب والنتيجة (مخطط هيكل السمكة)

  - جداول ما تعرفه، ما تريد أن تتعلمه، ما تعلمته
  - الخرائط الذهنية
- تسلسل أجهزة التنظيم
  - سلسلة
  - سلم
  - دائرة
- مقارنة أجهزة التنظيم المتناقضة
  - لوحة أجهزة القياس (عمل)
  - أشكال فين
- أجهزة تنظيم تطوير المفهوم
  - مخطط القصة
  - مخطط الكلمة
  - رسم بياني دائري
  - مخطط انسيابي
- الخيارات وأجهزة التنظيم
  - لوحة التحكم الميكانيكية
  - واجهة مستخدم رسومية

## تعزيز مهارات الطالب
خلصت الدراسة التي استعرضت استخدام أدوات تنظيم تحسين أداء الطالب في المجالات الآتية:
الحفظ
يتذكر الطلاب المعلومات ويستدعونها بطريقة أفضل عندما يتم تقديمها وتعلمها بطريقة بصرية وشفوية.
القراءة والفهم
يساعد استخدام أدوات تنظيم الرسوم البيانية قدرة الطلاب على القراءة والفهم 
إنجاز الطالب
يقوم الطالب بتحسين الإنجاز سواء كان يعاني من صعوبات تعلم أم لا من خلال مجالات المحتوى ومستويات الصف.
مهارات التفكير والتعلم; التفكير النقدي
عندما يطور الطلاب جهاز تنظيم الرسوم ويستخدمونه يعزز ذلك من مهارات التفكير العليا والتفكير النقدي لديهم.

## وصلات خارجية
- Software for information organization
- Graphic Organizers
- Printable Graphic Organizers